# Červenica pri Sabinove
Červenica pri Sabinove este o comună slovacă, aflată în districtul Sabinov din regiunea Prešov. Localitatea se află la altitudinea de 356 m deasupra n.m., se întinde pe o suprafață de 6,3 km2 și în 2017 număra 911 locuitori.

## Istoric
Localitatea Červenica pri Sabinove este atestată documentar din 1278.

## Demografie
| An:                | 1994 | 2004    | 2014   | 2024    |
| ------------------ | ---- | ------- | ------ | ------- |
| Număr de persoane: | 711  | 788     | 846    | 969     |
| Diferență:         |      | +10,82% | +7,36% | +14,53% |

| An:                | 2023 | 2024   |
| ------------------ | ---- | ------ |
| Număr de persoane: | 965  | 969    |
| Diferență:         |      | +0,41% |